# Hahnia inflata
Hahnia inflata là một loài nhện trong họ Hahniidae.
Loài này thuộc chi Hahnia. Hahnia inflata được Pierre L. G. Benoit miêu tả năm 1978.